# Spanioplon fertile
Spanioplon fertile är en svampdjursart som beskrevs av Topsent 1892. Spanioplon fertile ingår i släktet Spanioplon och familjen Hymedesmiidae. Inga underarter finns listade i Catalogue of Life.